# Erdei karácsony (South Park)
Az Erdei karácsony (Woodland Critter Christmas) a South Park című animációs sorozat 125. része (a 8. évad 14. epizódja). Elsőként 2004. december 15-én sugározták az Egyesült Államokban.
A történet középpontjában Stan Marsh áll, aki karácsony alkalmából jóhiszeműen segít az erdei kisállatoknak világra hozni a Megváltót, ám ő nem teljesen az, akire Stan számított...

## Cselekmény
|  | Alább a cselekmény részletei következnek! |

Az epizódot egy narrátor meséli el; Stan az erdőben beszélő kisállatokkal találkozik, akik karácsonyfát építenek. Arra kérik Stant, szerezzen nekik csillagot a fájukra, ezt a zavarban lévő Stan meg is teszi. Éjszaka ismét felkeresik a fiút és elmondják neki, hogy egyik társuk terhes és hamarosan világra hozza a Megváltójukat. Stan jászolt épít nekik és azt is megtudja, hogy az erdei oroszlán minden évben végez azzal a kisállattal, mely a Megváltót várja. Stan végez az oroszlánnal, ám hatalmas bűntudata támad, mikor előkerülnek annak kölykei. A helyzetet még inkább megnehezíti, hogy a kisállatokról kiderül, valójában az Antikrisztus érkezését várják és az oroszlán halála után már nincs, aki megakadályozza a Gonosz világra jövetelét.
Mivel egyedül nem képes felvenni a harcot, Stan az árván maradt oroszlánokhoz fordul segítségért, akiket egy abortuszklinikára visz, hogy megtanulják a terhességmegszakítás folyamatát. Eközben a kisállatok egy olyan embert keresnek, aki nincs megkeresztelve, hogy az Antikrisztus belé költözhessen – így találnak rá a zsidó vallású Kyle Broflovskira. Stan és az oroszlánok a helyszínre érkeznek, ám a Gonosz már megszületett. Ekkor érkezik meg Mikulás, aki végez a kisállatokkal, de Kyle hirtelen úgy dönt, ragaszkodik hozzá, hogy belé költözzön a Gonosz...
Ekkor megszakad a cselekmény, melyről kiderül, hogy csupán Eric Cartman találta ki, hogy karácsonyi meseként felolvassa az osztály előtt. Kyle először tiltakozik a szerinte őt támadó történet ellen, de a többi gyerek hallani akarja a sztori befejezését, ezért nagy nehezen Kyle is beleegyezik ebbe. A történet szerint Kyle megbánja, hogy magába költöztette az Antikrisztust és csupán egy lehetőség marad: a hegyi oroszlánok a terhességmegszakítás eszközével kioperálják Kyle testéből a Gonoszt, mellyel Mikulás könyörtelenül végez. Ezután Mikulás felajánl egy karácsonyi kívánságot a fiúknak, akik azt kérik, támassza fel a kis hegyi oroszlánok anyját. A narrátor a következőkkel fejezi be a mesét: „Majd mindenki boldogan élt, míg meg nem halt... kivéve Kyle-t, akit két héten belül elvitt az AIDS”. Ekkor a háttérben Kyle dühös tiltakozása hallható.

## Érdekességek
- Az erdei kisállatok ebben az epizódban szerepelnek először, később a Képzeletfölde-trilógiában is feltűnnek.[1]